# Liste der denkmalgeschützten Objekte in Banská Bystrica/L–Ž
Die Liste der denkmalgeschützten Objekte in Banská Bystrica enthält die 154 nach slowakischen Denkmalschutzvorschriften geschützten Objekte in der Stadt Banská Bystrica im Okres Banská Bystrica mit der Adresse mit Straßennamen mit L–Ž als Anfangsbuchstaben.

## Denkmäler
| Foto |                 | Denkmal / č. ÚZPF                                                   | Standort / Konskr. Nr.                                                     | Offizielle Beschreibung                                | Beschreibung                                                                                | Metadaten                                                                     |
| ---- | --------------- | ------------------------------------------------------------------- | -------------------------------------------------------------------------- | ------------------------------------------------------ | ------------------------------------------------------------------------------------------- | ----------------------------------------------------------------------------- |
| ja   | Datei hochladen | Städtischer Park(sk) ObjektID: 601-10781/0                          | Krála Janka ul. Standort KG: Banská Bystrica Konskr.Nr.:                   | 0                                                      |                                                                                             | č. NKP: 601-10781/0 Stand des NKP: 2012-02-08 Name: PARK MESTSKÝ              |
| ja   | Datei hochladen | Mietshaus(sk) ObjektID: 601-105/0                                   | Kukucínova ul. 5 Standort KG: Banská Bystrica Konskr.Nr.: 496              | Porgespalota                                           |                                                                                             | č. NKP: 601-105/0 Stand des NKP: 2012-02-08 Name: DOM BYTOVÝ                  |
| ja   | Datei hochladen | Hammerwerk(sk) ObjektID: 601-2710/0                                 | Laskomerská ul. 2 Standort KG: Banská Bystrica Konskr.Nr.: 515             | medený - Medený hámor                                  | Kupferhammer                                                                                | č. NKP: 601-2710/0 Stand des NKP: 2012-02-08 Name: HÁMOR                      |
| ja   | Datei hochladen | Bürgerhaus(sk) ObjektID: 601-2425/0                                 | Lazovná ul. 1 Standort KG: Banská Bystrica Konskr.Nr.: 232                 | radový                                                 | Reihenhaus                                                                                  | č. NKP: 601-2425/0 Stand des NKP: 2012-02-08 Name: DOM MEŠTIANSKY             |
| ja   | Datei hochladen | Bürgerhaus(sk) ObjektID: 601-2426/0                                 | Lazovná ul. 3 Standort KG: Banská Bystrica Konskr.Nr.: 234                 | radový                                                 | Reihenhaus                                                                                  | č. NKP: 601-2426/0 Stand des NKP: 2012-02-08 Name: DOM MEŠTIANSKY             |
| ja   | Datei hochladen | Bürgerhaus(sk) ObjektID: 601-2427/0                                 | Lazovná ul. 5 Standort KG: Banská Bystrica Konskr.Nr.: 236                 | radový                                                 | Reihenhaus                                                                                  | č. NKP: 601-2427/0 Stand des NKP: 2012-02-08 Name: DOM MEŠTIANSKY             |
| ja   | Datei hochladen | jüdische Schule(sk) ObjektID: 601-601-12064/1                       | Lazovná ul. 6 Standort KG: Banská Bystrica Konskr.Nr.: 237                 | židovská škola                                         |                                                                                             | č. NKP: 601-601-12064/1 Stand des NKP: 2017-04-27 Name: ŠKOLA ŽIDOVSKÁ        |
| ja   | Datei hochladen | Bürgerhaus(sk) ObjektID: 601-2428/0                                 | Lazovná ul. 7 Standort KG: Banská Bystrica Konskr.Nr.: 238                 | radový                                                 | Reihenhaus                                                                                  | č. NKP: 601-2428/0 Stand des NKP: 2012-02-08 Name: DOM MEŠTIANSKY             |
| ja   | Datei hochladen | geschütztes Bürgerhaus(sk) ObjektID: 601-96/1                       | Lazovná ul. 8 Standort KG: Banská Bystrica Konskr.Nr.: 239                 | 0                                                      |                                                                                             | č. NKP: 601-96/1 Stand des NKP: 2012-02-08 Name: DOM MEŠTIANSKY PAMÄTNÝ       |
| ja   | Datei hochladen | Gedenktafel(sk) ObjektID: 601-96/2                                  | Lazovná ul. 8 Standort KG: Banská Bystrica Konskr.Nr.: 239                 | Žiak-Somolický Izidor - 1863-1912,básnik,lit.prac      | an den Autor Izidor Žiak                                                                    | č. NKP: 601-96/2 Stand des NKP: 2012-02-08 Name: TABULA PAMÄTNÁ               |
| ja   | Datei hochladen | Bürgerhaus(sk) ObjektID: 601-2430/0                                 | Lazovná ul. 9 Standort KG: Banská Bystrica Konskr.Nr.: 240                 | nárožný - Župný dom                                    | Eckhaus, Kreishaus                                                                          | č. NKP: 601-2430/0 Stand des NKP: 2012-02-08 Name: DOM MEŠTIANSKY             |
| ja   | Datei hochladen | Bürgerhaus(sk) ObjektID: 601-2431/0                                 | Lazovná ul. 10 Standort KG: Banská Bystrica Konskr.Nr.: 241                | radový                                                 | Reihenhaus                                                                                  | č. NKP: 601-2431/0 Stand des NKP: 2012-02-08 Name: DOM MEŠTIANSKY             |
| ja   | Datei hochladen | Gedenkstätte(sk) ObjektID: 601-95/1                                 | Lazovná ul. 11 Standort KG: Banská Bystrica Konskr.Nr.: 242                | Botto Ján - Bottov dom                                 | Haus des Schriftstellers Ján Botto                                                          | č. NKP: 601-95/1 Stand des NKP: 2012-02-08 Name: DOM PAMÄTNÝ                  |
| ja   | Datei hochladen | Gedenktafel(sk) ObjektID: 601-95/2                                  | Lazovná ul. 11 Standort KG: Banská Bystrica Konskr.Nr.: 242                | Botto Ján - 1829-1881,básnik                           | für den Dichter Ján Botto                                                                   | č. NKP: 601-95/2 Stand des NKP: 2012-02-08 Name: TABULA PAMÄTNÁ               |
| ja   | Datei hochladen | Gedenkstätte(sk) ObjektID: 601-107/0                                | Lazovná ul. 12 Standort KG: Banská Bystrica Konskr.Nr.: 243                | Križko Pavol - 1841-1902,archivár                      | für den Lehrer und Historiker Pavol Križko                                                  | č. NKP: 601-107/0 Stand des NKP: 2012-02-08 Name: MIESTO PAMÄTNÉ              |
| ja   | Datei hochladen | Bürgerhaus(sk) ObjektID: 601-2433/0                                 | Lazovná ul. 13 Standort KG: Banská Bystrica Konskr.Nr.: 244                | radový                                                 | Reihenhaus                                                                                  | č. NKP: 601-2433/0 Stand des NKP: 2012-02-08 Name: DOM MEŠTIANSKY             |
| ja   | Datei hochladen | Bürgerhaus(sk) ObjektID: 601-2434/0                                 | Lazovná ul. 14 Standort KG: Banská Bystrica Konskr.Nr.: 245                | radový                                                 | Reihenhaus                                                                                  | č. NKP: 601-2434/0 Stand des NKP: 2012-02-08 Name: DOM MEŠTIANSKY             |
| ja   | Datei hochladen | Bürgerhaus(sk) ObjektID: 601-2435/0                                 | Lazovná ul. 15 Standort KG: Banská Bystrica Konskr.Nr.: 246                | radový                                                 | Reihenhaus                                                                                  | č. NKP: 601-2435/0 Stand des NKP: 2012-02-08 Name: DOM MEŠTIANSKY             |
| ja   | Datei hochladen | Bürgerhaus(sk) ObjektID: 601-2436/0                                 | Lazovná ul. 16 Standort KG: Banská Bystrica Konskr.Nr.: 247                | radový                                                 | Reihenhaus                                                                                  | č. NKP: 601-2436/0 Stand des NKP: 2012-02-08 Name: DOM MEŠTIANSKY             |
| ja   | Datei hochladen | Bürgerhaus(sk) ObjektID: 601-2437/0                                 | Lazovná ul. 17 Standort KG: Banská Bystrica Konskr.Nr.: 248                | radový                                                 | Reihenhaus                                                                                  | č. NKP: 601-2437/0 Stand des NKP: 2012-02-08 Name: DOM MEŠTIANSKY             |
| ja   | Datei hochladen | Bürgerhaus(sk) ObjektID: 601-2438/0                                 | Lazovná ul. 18 Standort KG: Banská Bystrica Konskr.Nr.: 249                | radový                                                 | Reihenhaus                                                                                  | č. NKP: 601-2438/0 Stand des NKP: 2012-02-08 Name: DOM MEŠTIANSKY             |
| ja   | Datei hochladen | Bürgerhaus(sk) ObjektID: 601-10024/0                                | Lazovná ul. 19 Standort KG: Banská Bystrica Konskr.Nr.: 250                | nárožný                                                | Eckhaus                                                                                     | č. NKP: 601-10024/0 Stand des NKP: 2012-02-08 Name: DOM MEŠTIANSKY            |
| ja   | Datei hochladen | Bürgerhaus(sk) ObjektID: 601-2439/0                                 | Lazovná ul. 20 Standort KG: Banská Bystrica Konskr.Nr.: 251                | radový                                                 | Reihenhaus                                                                                  | č. NKP: 601-2439/0 Stand des NKP: 2012-02-08 Name: DOM MEŠTIANSKY             |
| ja   | Datei hochladen | Bürgerhaus(sk) ObjektID: 601-2440/0                                 | Lazovná ul. 21 Standort KG: Banská Bystrica Konskr.Nr.: 252                | nárožný                                                | Eckhaus                                                                                     | č. NKP: 601-2440/0 Stand des NKP: 2012-02-08 Name: DOM MEŠTIANSKY             |
| ja   | Datei hochladen | Bürgerhaus(sk) ObjektID: 601-2441/0                                 | Lazovná ul. 22 Standort KG: Banská Bystrica Konskr.Nr.: 253                | radový                                                 | Reihenhaus                                                                                  | č. NKP: 601-2441/0 Stand des NKP: 2012-02-08 Name: DOM MEŠTIANSKY             |
| ja   | Datei hochladen | Bürgerhaus(sk) ObjektID: 601-10025/0                                | Lazovná ul. 23 Standort KG: Banská Bystrica Konskr.Nr.: 254                | sienový,solitér                                        |                                                                                             | č. NKP: 601-10025/0 Stand des NKP: 2012-02-08 Name: DOM MEŠTIANSKY            |
| ja   | Datei hochladen | Bürgerhaus(sk) ObjektID: 601-2442/0                                 | Lazovná ul. 24 Standort KG: Banská Bystrica Konskr.Nr.: 255                | radový                                                 | Reihenhaus                                                                                  | č. NKP: 601-2442/0 Stand des NKP: 2012-02-08 Name: DOM MEŠTIANSKY             |
| ja   | Datei hochladen | Bürgerhaus(sk) ObjektID: 601-10026/0                                | Lazovná ul. 25 Standort KG: Banská Bystrica Konskr.Nr.: 254                | 0                                                      |                                                                                             | č. NKP: 601-10026/0 Stand des NKP: 2012-02-08 Name: DOM MEŠTIANSKY            |
| ja   | Datei hochladen | Bürgerhaus(sk) ObjektID: 601-2443/0                                 | Lazovná ul. 26 Standort KG: Banská Bystrica Konskr.Nr.: 257                | radový                                                 | Reihenhaus                                                                                  | č. NKP: 601-2443/0 Stand des NKP: 2012-02-08 Name: DOM MEŠTIANSKY             |
| ja   | Datei hochladen | Bürgerhaus(sk) ObjektID: 601-2444/0                                 | Lazovná ul. 28 Standort KG: Banská Bystrica Konskr.Nr.: 258                | radový                                                 | Reihenhaus                                                                                  | č. NKP: 601-2444/0 Stand des NKP: 2012-02-08 Name: DOM MEŠTIANSKY             |
| ja   | Datei hochladen | Bürgerhaus(sk) ObjektID: 601-2445/0                                 | Lazovná ul. 30 Standort KG: Banská Bystrica Konskr.Nr.: 259                | radový                                                 | Reihenhaus                                                                                  | č. NKP: 601-2445/0 Stand des NKP: 2012-02-08 Name: DOM MEŠTIANSKY             |
| ja   | Datei hochladen | Friedhof(sk) ObjektID: 601-112/1                                    | Lazovná ul. 42 Standort KG: Banská Bystrica Konskr.Nr.: 42                 | ev.a.v. - cintorín ev.a.v.                             |                                                                                             | č. NKP: 601-112/1 Stand des NKP: 2012-02-08 Name: CINTORÍN                    |
| ja   | Datei hochladen | Haus der ranger(sk) ObjektID: 601-112/2                             | Lazovná ul. 42 Standort KG: Banská Bystrica Konskr.Nr.: 42                 | dom strážcu cintorína/hrobára                          |                                                                                             | č. NKP: 601-112/2 Stand des NKP: 2012-02-08 Name: DOM STRÁŽNIKA               |
| ja   | Datei hochladen | Haus der Trauer(sk) ObjektID: 601-112/3                             | Lazovná ul. 42 Standort KG: Banská Bystrica Konskr.Nr.: 42                 | dom smútku,márnica,cirk.hrobka                         |                                                                                             | č. NKP: 601-112/3 Stand des NKP: 2012-02-08 Name: DOM SMÚTKU                  |
| ja   | Datei hochladen | Grab und Grabstein(sk) ObjektID: 601-112/8                          | Lazovná ul. 42 KG: Banská Bystrica Konskr.Nr.: 42                          | Vansová Terézia - 1857-1942,spisovatelka               | der Schriftstellerin Terézia Vansová                                                        | č. NKP: 601-112/8 Stand des NKP: 2012-02-08 Name: HROB S NÁHROBNÍKOM          |
| ja   | Datei hochladen | Grab und Grabstein(sk) ObjektID: 601-112/9                          | Lazovná ul. 42 KG: Banská Bystrica Konskr.Nr.: 42                          | Grossmann B.L. - 1818-1890,nár.kult.p                  | des B. L. Grossmann                                                                         | č. NKP: 601-112/9 Stand des NKP: 2012-02-08 Name: HROB S NÁHROBNÍKOM          |
| ja   | Datei hochladen | Grab und Grabstein(sk) ObjektID: 601-112/10                         | Lazovná ul. 42 KG: Banská Bystrica Konskr.Nr.: 42                          | Libay Samuel - 1782-1869,zlatník                       | des Goldschmieds Samuel Libay (1782–1869)                                                   | č. NKP: 601-112/10 Stand des NKP: 2012-02-08 Name: HROB S NÁHROBNÍKOM         |
| ja   | Datei hochladen | Grab und Grabstein(sk) ObjektID: 601-112/11                         | Lazovná ul. 42 KG: Banská Bystrica Konskr.Nr.: 42                          | Zipser K.A. - 1783-1864,mineralóg,peda.                | des Geologen Christian Andreas Zipser                                                       | č. NKP: 601-112/11 Stand des NKP: 2012-02-08 Name: HROB S NÁHROBNÍKOM         |
| ja   | Datei hochladen | Grab und Grabstein(sk) ObjektID: 601-112/12                         | Lazovná ul. 42 KG: Banská Bystrica Konskr.Nr.: 42                          | Botto Ján - 1829-1881,básnik                           | des Schriftstellers Ján Botto                                                               | č. NKP: 601-112/12 Stand des NKP: 2012-02-08 Name: HROB S NÁHROBNÍKOM         |
| ja   | Datei hochladen | Grab und Grabstein(sk) ObjektID: 601-112/13                         | Lazovná ul. 42 KG: Banská Bystrica Konskr.Nr.: 42                          | Matuška A. - 1910-1975,lit.kritik                      | des Literaturkritikers Alexander Matuška                                                    | č. NKP: 601-112/13 Stand des NKP: 2012-02-08 Name: HROB S NÁHROBNÍKOM         |
| ja   | Datei hochladen | Grab und Grabstein(sk) ObjektID: 601-112/14                         | Lazovná ul. 42 KG: Banská Bystrica Konskr.Nr.: 42                          | Figuš-Bystrý Viliam - 1875-1937,skladatel              | des Komponisten Viliam Figuš-Bystrý                                                         | č. NKP: 601-112/14 Stand des NKP: 2012-02-08 Name: HROB S NÁHROBNÍKOM         |
| ja   | Datei hochladen | Grab und Grabstein(sk) ObjektID: 601-112/15                         | Lazovná ul. 42 KG: Banská Bystrica Konskr.Nr.: 42                          | Rázus Martin - 1888-1937,spisovatel,politik            | des slowakischen Literaten und Politikers Martin Rázus (1888–1937)                          | č. NKP: 601-112/15 Stand des NKP: 2012-02-08 Name: HROB S NÁHROBNÍKOM         |
| ja   | Datei hochladen | Kirche(sk) ObjektID: 601-98/1                                       | Lazovná ul. 46 Standort KG: Banská Bystrica Konskr.Nr.: 268                | ev.a.v.                                                | evangelische Kirche A. B.                                                                   | č. NKP: 601-98/1 Stand des NKP: 2012-02-08 Name: KOSTOL                       |
| ja   | Datei hochladen | Pfarrhof(sk) ObjektID: 601-98/2                                     | Lazovná ul. 44 Standort KG: Banská Bystrica Konskr.Nr.: 194,271            | ev.a.v. - Pôsob.K.Kuzmányho                            | Pfarrhof, Wirkungsstätte des Pfarrers, Schriftstellers, Übersetzers, Ästheten Karol Kuzmány | č. NKP: 601-98/2 Stand des NKP: 2012-02-08 Name: FARA PAMÄTNÁ                 |
| ja   | Datei hochladen | Gedenktafel(sk) ObjektID: 601-98/3                                  | Lazovná ul. 44 Standort KG: Banská Bystrica Konskr.Nr.: 271                | Kuzmány Karol - 1806-1866,spisovatel                   | für den Schriftsteller Karol Kuzmány                                                        | č. NKP: 601-98/3 Stand des NKP: 2012-02-08 Name: TABULA PAMÄTNÁ               |
| ja   | Datei hochladen | Burgmauer(sk) ObjektID: 601-2320/1                                  | Moyzesa Št. nám. 0 Standort KG: Banská Bystrica Konskr.Nr.:                | 0                                                      |                                                                                             | č. NKP: 601-2320/1 Stand des NKP: 2012-02-08 Name: MÚR HRADBOVÝ               |
| ja   | Datei hochladen | Bastion(sk) ObjektID: 601-2320/4                                    | Moyzesa Št. nám. 0 Standort KG: Banská Bystrica Konskr.Nr.:                | Hranatá bašta                                          | Eckige Bastion                                                                              | č. NKP: 601-2320/4 Stand des NKP: 2012-02-08 Name: BAŠTA                      |
| ja   | Datei hochladen | Bürgerhaus(sk) ObjektID: 601-2335/0                                 | Moyzesa Št. nám. 1 Standort KG: Banská Bystrica Konskr.Nr.: 29             | radový                                                 | Reihenhaus                                                                                  | č. NKP: 601-2335/0 Stand des NKP: 2012-02-08 Name: DOM MEŠTIANSKY             |
| ja   | Datei hochladen | Bürgerhaus(sk) ObjektID: 601-2336/0                                 | Moyzesa Št. nám. 2 Standort KG: Banská Bystrica Konskr.Nr.:                | radový                                                 | Reihenhaus                                                                                  | č. NKP: 601-2336/0 Stand des NKP: 2012-02-08 Name: DOM MEŠTIANSKY             |
| ja   | Datei hochladen | Bürgerhaus(sk) ObjektID: 601-2337/0                                 | Moyzesa Št. nám. 3 Standort KG: Banská Bystrica Konskr.Nr.: 31             | radový                                                 | Reihenhaus                                                                                  | č. NKP: 601-2337/0 Stand des NKP: 2012-02-08 Name: DOM MEŠTIANSKY             |
| ja   | Datei hochladen | Bürgerhaus(sk) ObjektID: 601-2338/0                                 | Moyzesa Št. nám. 4 Standort KG: Banská Bystrica Konskr.Nr.: 32             | radový                                                 | Reihenhaus                                                                                  | č. NKP: 601-2338/0 Stand des NKP: 2012-02-08 Name: DOM MEŠTIANSKY             |
| ja   | Datei hochladen | Bürgerhaus(sk) ObjektID: 601-2339/0                                 | Moyzesa Št. nám. 5 Standort KG: Banská Bystrica Konskr.Nr.: 33             | radový                                                 | Reihenhaus                                                                                  | č. NKP: 601-2339/0 Stand des NKP: 2012-02-08 Name: DOM MEŠTIANSKY             |
| ja   | Datei hochladen | Bürgerhaus(sk) ObjektID: 601-2340/0                                 | Moyzesa Št. nám. 6 Standort KG: Banská Bystrica Konskr.Nr.: 34             | radový                                                 | Reihenhaus                                                                                  | č. NKP: 601-2340/0 Stand des NKP: 2012-02-08 Name: DOM MEŠTIANSKY             |
| ja   | Datei hochladen | Bürgerhaus(sk) ObjektID: 601-2341/0                                 | Moyzesa Št. nám. 7 Standort KG: Banská Bystrica Konskr.Nr.: 35             | radový - Dom s visutou strechou                        | Reihenhaus mit Hängedach von Friedrich Schnirch                                             | č. NKP: 601-2341/0 Stand des NKP: 2012-02-08 Name: DOM MEŠTIANSKY             |
| ja   | Datei hochladen | Bürgerhaus(sk) ObjektID: 601-2342/0                                 | Moyzesa Št. nám. 9 Standort KG: Banská Bystrica Konskr.Nr.: 37             | radový                                                 | Reihenhaus                                                                                  | č. NKP: 601-2342/0 Stand des NKP: 2012-02-08 Name: DOM MEŠTIANSKY             |
| ja   | Datei hochladen | Bürgerhaus(sk) ObjektID: 601-2343/0                                 | Moyzesa Št. nám. 10 Standort KG: Banská Bystrica Konskr.Nr.: 38            | radový                                                 | Reihenhaus                                                                                  | č. NKP: 601-2343/0 Stand des NKP: 2012-02-08 Name: DOM MEŠTIANSKY             |
| ja   | Datei hochladen | DOM MEŠTIANSKY ObjektID: 601-2344/0                                 | Moyzesa Št. nám. 15 Standort KG: Banská Bystrica Konskr.Nr.: 43            | radový                                                 | Reihenhaus                                                                                  | č. NKP: 601-2344/0 Stand des NKP: 2012-02-08 Name: DOM MEŠTIANSKY             |
| ja   | Datei hochladen | Bürgerhaus(sk) ObjektID: 601-2345/0                                 | Moyzesa Št. nám. 16 Standort KG: Banská Bystrica Konskr.Nr.: 44            | radový?                                                | Reihenhaus? (Eckhaus)                                                                       | č. NKP: 601-2345/0 Stand des NKP: 2012-02-08 Name: DOM MEŠTIANSKY             |
| ja   | Datei hochladen | Bürgerhaus(sk) ObjektID: 601-3001/0                                 | Moyzesa Št. nám. 17 Standort KG: Banská Bystrica Konskr.Nr.: 45            | Farský majer                                           | Gemeindehof                                                                                 | č. NKP: 601-3001/0 Stand des NKP: 2012-02-08 Name: DOM MEŠTIANSKY             |
| ja   | Datei hochladen | Burgtor(sk) ObjektID: 601-2321/1                                    | Moyzesa Št. nám. 26 Standort KG: Banská Bystrica Konskr.Nr.: 52            | barbakánová                                            | Befestigungstor                                                                             | č. NKP: 601-2321/1 Stand des NKP: 2012-02-08 Name: BRÁNA OPEVNENIA            |
| ja   | Datei hochladen | Turm(sk) ObjektID: 601-2321/2                                       | Moyzesa Št. nám. 26 Standort KG: Banská Bystrica Konskr.Nr.: 53            | mestská veža                                           | Stadtturm                                                                                   | č. NKP: 601-2321/2 Stand des NKP: 2012-02-08 Name: VEŽA BARBAKÁNU             |
| ja   | Datei hochladen | Burgmauer(sk) ObjektID: 601-2321/3                                  | Moyzesa Št. nám. Standort KG: Banská Bystrica Konskr.Nr.:                  | 0                                                      |                                                                                             | č. NKP: 601-2321/3 Stand des NKP: 2012-02-08 Name: MÚR HRADBOVÝ               |
| ja   | Datei hochladen | Bastion(sk) ObjektID: 601-2321/4                                    | Moyzesa Št. nám. 18 Standort KG: Banská Bystrica Konskr.Nr.: 46            | Farská bašta                                           | Pfarrkirchenbastion                                                                         | č. NKP: 601-2321/4 Stand des NKP: 2012-02-08 Name: BAŠTA                      |
| ja   | Datei hochladen | Bastion(sk) ObjektID: 601-2321/5                                    | Moyzesa Št. nám. 21 Standort KG: Banská Bystrica Konskr.Nr.: 49            | Pisárska bašta                                         | Schreiberbastion                                                                            | č. NKP: 601-2321/5 Stand des NKP: 2012-02-08 Name: BAŠTA                      |
| ja   | Datei hochladen | Rathaus(sk) ObjektID: 601-2321/6                                    | Moyzesa Št. nám. 25 Standort KG: Banská Bystrica Konskr.Nr.: 51            | Pretórium - Stredoslovenská galéria                    | das alte Rathaus, heute Galerie                                                             | č. NKP: 601-2321/6 Stand des NKP: 2012-02-08 Name: RADNICA                    |
| ja   | Datei hochladen | Palast(sk) ObjektID: 601-2321/7                                     | Moyzesa Št. nám. 20 Standort KG: Banská Bystrica Konskr.Nr.: 48            | Matejov dom, Banícka bašta                             | Haus Matthias, Bergbaubastion                                                               | č. NKP: 601-2321/7 Stand des NKP: 2012-02-08 Name: PALÁC                      |
| ja   | Datei hochladen | Kirche(sk) ObjektID: 601-2321/8                                     | Moyzesa Št. nám. 28 Standort KG: Banská Bystrica Konskr.Nr.: 56            | r.k.Nanebovzatia P.M. - Farský alebo nemecký           | römisch-katholische Kirche Mariä Himmelfahrt - sogenannte Deutsche Kirche                   | č. NKP: 601-2321/8 Stand des NKP: 2012-02-08 Name: KOSTOL                     |
| ja   | Datei hochladen | Kirche(sk) ObjektID: 601-2321/9                                     | Moyzesa Št. nám. 21 Standort KG: Banská Bystrica Konskr.Nr.: 49            | r.k.sv.Kríža - Slovenský kostol                        | römisch-katholische Kirche zum Heiligen Kreuz - sogenannte Slowakische Kirche               | č. NKP: 601-2321/9 Stand des NKP: 2012-02-08 Name: KOSTOL                     |
| ja   | Datei hochladen | Grab und Grabstein(sk) ObjektID: 601-110/1                          | Moyzesa Št. nám. 47 Standort KG: Banská Bystrica Konskr.Nr.: 19            | Egry János - 1824-1908,regenschóri                     | János Egry, Chorleiter                                                                      | č. NKP: 601-110/1 Stand des NKP: 2012-02-08 Name: HROB S NÁHROBNÍKOM          |
| ja   | Datei hochladen | Grab und Grabstein(sk) ObjektID: 601-110/2                          | Moyzesa Št. nám. 47 Standort KG: Banská Bystrica Konskr.Nr.: 19            | Dekret-Matejovie Jozef - 1774-1841,les.hosp.           | des Forstmeisters Josef Dekret-Matejovie (Jozef Decrett)                                    | č. NKP: 601-110/2 Stand des NKP: 2012-02-08 Name: HROB S NÁHROBNÍKOM          |
| ja   | Datei hochladen | Grab und Grabstein(sk) ObjektID: 601-110/3                          | Moyzesa Št. nám. 47 Standort KG: Banská Bystrica Konskr.Nr.: 19            | Žiak-Somolický Izidor - 1863-1912,básnik,lit.prac      | des Schriftsteller Izidor Žiak                                                              | č. NKP: 601-110/3 Stand des NKP: 2012-02-08 Name: HROB S NÁHROBNÍKOM          |
| ja   | Datei hochladen | Grab und Grabstein(sk) ObjektID: 601-110/4                          | Moyzesa Št. nám. 47 Standort KG: Banská Bystrica Konskr.Nr.: 19            | Móry Ján - 1892-1978,skladatel                         | des Komponisten Johann Móry                                                                 | č. NKP: 601-110/4 Stand des NKP: 2012-02-08 Name: HROB S NÁHROBNÍKOM          |
| ja   | Datei hochladen | Denkmal(sk) ObjektID: 601-109/0                                     | Národná ul. 0 Standort KG: Banská Bystrica Konskr.Nr.:                     | Dekret-Matejovie Jozef (Dekrett) - 1774-1841,les.hosp. | für den Förster Josef Dekret                                                                | č. NKP: 601-109/0 Stand des NKP: 2012-02-08 Name: POMNÍK                      |
| ja   | Datei hochladen | Bürgerhaus(sk) ObjektID: 601-2826/0                                 | Národná ul. 8 Standort KG: Banská Bystrica Konskr.Nr.: 736                 | 0                                                      |                                                                                             | č. NKP: 601-2826/0 Stand des NKP: 2012-02-08 Name: DOM MEŠTIANSKY             |
| ja   | Datei hochladen | Bankgebäude(sk) ObjektID: 601-10010/0                               | Národná ul. 10 Standort KG: Banská Bystrica Konskr.Nr.: 880                | Národná banka                                          | Nationalbank                                                                                | č. NKP: 601-10010/0 Stand des NKP: 2012-02-08 Name: BANKA                     |
| ja   | Datei hochladen | Gedenkhotel(sk) ObjektID: 601-108/1                                 | Národná ul. 11 Standort KG: Banská Bystrica Konskr.Nr.: 790                | Matica slovenská - Národný dom                         | Volkshaus, nationales Kulturinstitut                                                        | č. NKP: 601-108/1 Stand des NKP: 2012-02-08 Name: HOTEL PAMÄTNÝ               |
| ja   | Datei hochladen | Gedenktafel(sk) ObjektID: 601-108/2                                 | Národná ul. 11 Standort KG: Banská Bystrica Konskr.Nr.:                    | Matica slovenská                                       | nationales Kulturinstitut                                                                   | č. NKP: 601-108/2 Stand des NKP: 2012-02-08 Name: TABULA PAMÄTNÁ              |
| ja   | Datei hochladen | Gedenkinternat(sk) ObjektID: 601-104/1                              | Národná ul. 12 Standort KG: Banská Bystrica Konskr.Nr.: 739                | revolucný NV - Budova bývalej YMCY                     | revolutionärer Nationalausschuss - Das ehemalige YMCA Gebäude                               | č. NKP: 601-104/1 Stand des NKP: 2012-02-08 Name: INTERNÁT PAMÄTNÝ            |
| ja   | Datei hochladen | Gedenktafel(sk) ObjektID: 601-104/2                                 | Národná ul. 12 Standort KG: Banská Bystrica Konskr.Nr.: 739                | revolucný NV                                           | revolutionärer Nationalausschuss                                                            | č. NKP: 601-104/2 Stand des NKP: 2012-02-08 Name: TABULA PAMÄTNÁ              |
| ja   | Datei hochladen | Kapelle(sk) ObjektID: 601-10034/0                                   | Pod Urpínom ul. 1 KG: Banská Bystrica Konskr.Nr.: 272                      | r.k.sv.Jána Nepomuckého                                | römisch-katholische Kapelle St. Johannes Nepomuk                                            | č. NKP: 601-10034/0 Stand des NKP: 2012-02-08 Name: KAPLNKA                   |
| ja   | Datei hochladen | Bürgerhaus(sk) ObjektID: 601-3002/0                                 | Pod Urpínom ul. 13 Standort KG: Banská Bystrica Konskr.Nr.:                | solitér - Thurzov dom                                  | Haus Thurz                                                                                  | č. NKP: 601-3002/0 Stand des NKP: 2012-02-08 Name: DOM MEŠTIANSKY             |
| ja   | Datei hochladen | DOM SPOLKOVÝ ObjektID: 601-106/0                                    | Robotnícka ul. 3 Standort KG: Banská Bystrica Konskr.Nr.: 841              | dej.RH - Robotnícky dom                                | Haus der Arbeiter                                                                           | č. NKP: 601-106/0 Stand des NKP: 2012-02-08 Name: DOM SPOLKOVÝ                |
| ja   | Datei hochladen | Grab und Grabstein(sk) ObjektID: 601-2992/0                         | Rudlovská cesta KG: Banská Bystrica Konskr.Nr.:                            | Skutecký Dominik - 1849-1921,maliar                    | des Malers Dominik Skutecký                                                                 | č. NKP: 601-2992/0 Stand des NKP: 2012-02-08 Name: HROB S NÁHROBNÍKOM         |
| ja   | Datei hochladen | Bürgerhaus(sk) ObjektID: 601-10027/0                                | Skuteckého Dominika ul. 1 Standort KG: Banská Bystrica Konskr.Nr.: 115     | nárožný                                                | Eckhaus                                                                                     | č. NKP: 601-10027/0 Stand des NKP: 2012-02-08 Name: DOM MEŠTIANSKY            |
| ja   | Datei hochladen | Schule(sk) ObjektID: 601-10028/0                                    | Skuteckého Dominika ul. 5 Standort KG: Banská Bystrica Konskr.Nr.: 118     | 0                                                      |                                                                                             | č. NKP: 601-10028/0 Stand des NKP: 2012-02-08 Name: ŠKOLA                     |
| ja   | Datei hochladen | Gedenkgerichtsgebäude(sk) ObjektID: 601-102/1                       | Skuteckého Dominika ul. 7 Standort KG: Banská Bystrica Konskr.Nr.: 120     | pov. SNR - sedria                                      | Bezirksgericht                                                                              | č. NKP: 601-102/1 Stand des NKP: 2012-02-08 Name: SÚD PAMÄTNÝ                 |
| ja   | Datei hochladen | Gedenktafel(sk) ObjektID: 601-102/2                                 | Skuteckého Dominika ul. 7 Standort KG: Banská Bystrica Konskr.Nr.: 120     | pov. SNR                                               | Slowakische Nationalrat                                                                     | č. NKP: 601-102/2 Stand des NKP: 2012-02-08 Name: TABULA PAMÄTNÁ              |
| ja   | Datei hochladen | Bürgerhaus(sk) ObjektID: 601-101/1                                  | Skuteckého Dominika ul. 10 Standort KG: Banská Bystrica Konskr.Nr.: 123    | býv.obchodná komora                                    | ehemalige Handelskammer                                                                     | č. NKP: 601-101/1 Stand des NKP: 2012-02-08 Name: DOM MEŠTIANSKY PAMÄTNÝ      |
| ja   | Datei hochladen | Gedenkhaus(sk) ObjektID: 601-101/2                                  | Skuteckého Dominika ul. 10 Standort KG: Banská Bystrica Konskr.Nr.: 123    | SNR sídlo                                              | Sitz des Slowakischen Nationalrates (ehem.?)                                                | č. NKP: 601-101/2 Stand des NKP: 2012-02-08 Name: TABULA PAMÄTNÁ              |
| ja   | Datei hochladen | Gedenkschule(sk) ObjektID: 601-100/1                                | Skuteckého Dominika ul. 11 Standort KG: Banská Bystrica Konskr.Nr.: 124    | pov. SNR                                               | für den Nationalaufstand                                                                    | č. NKP: 601-100/1 Stand des NKP: 2012-02-08 Name: ŠKOLA PAMÄTNÁ               |
| ja   | Datei hochladen | Gedenktafel?(sk) ObjektID: 601-100/2                                | Skuteckého Dominika ul. 11 Standort KG: Banská Bystrica Konskr.Nr.: 124    | pov. SNR                                               | für den Nationalaufstand                                                                    | č. NKP: 601-100/2 Stand des NKP: 2012-02-08 Name: TABULA PAMÄTNÁ              |
| ja   | Datei hochladen | Villa(sk) ObjektID: 601-10029/0                                     | Skuteckého Dominika ul. 12 Standort KG: Banská Bystrica Konskr.Nr.: 125    | 0                                                      |                                                                                             | č. NKP: 601-10029/0 Stand des NKP: 2012-02-08 Name: VILA                      |
| ja   | Datei hochladen | Villa(sk) ObjektID: 601-10031/0                                     | Skuteckého Dominika ul. 14 Standort KG: Banská Bystrica Konskr.Nr.: 127    | 0                                                      |                                                                                             | č. NKP: 601-10031/0 Stand des NKP: 2012-02-08 Name: VILA                      |
| ja   | Datei hochladen | Villa(sk) ObjektID: 601-10030/0                                     | Skuteckého Dominika ul. 13-15 Standort KG: Banská Bystrica Konskr.Nr.: 126 | 0                                                      |                                                                                             | č. NKP: 601-10030/0 Stand des NKP: 2012-02-08 Name: VILA                      |
| ja   | Datei hochladen | Villa(sk) ObjektID: 601-10032/0                                     | Skuteckého Dominika ul. 16 Standort KG: Banská Bystrica Konskr.Nr.: 128    | 0                                                      |                                                                                             | č. NKP: 601-10032/0 Stand des NKP: 2012-02-08 Name: VILA                      |
| ja   | Datei hochladen | Villa(sk) ObjektID: 601-10033/0                                     | Skuteckého Dominika ul. 22 Standort KG: Banská Bystrica Konskr.Nr.: 132    | 0                                                      |                                                                                             | č. NKP: 601-10033/0 Stand des NKP: 2012-02-08 Name: VILA                      |
| ja   | Datei hochladen | Statue auf Säule(sk) ObjektID: 601-2328/0                           | SNP nám. 0 Standort KG: Banská Bystrica Konskr.Nr.:                        | Panna Mária - Mariánsky stlp                           | Jungfrau Maria                                                                              | č. NKP: 601-2328/0 Stand des NKP: 2012-02-08 Name: SOCHA NA STLPE             |
| ja   | Datei hochladen | Denkmal(sk) ObjektID: 601-2734/0                                    | SNP nám. 0 Standort KG: Banská Bystrica Konskr.Nr.:                        | sov.armáda                                             | für die Sowjetarmee                                                                         | č. NKP: 601-2734/0 Stand des NKP: 2012-02-08 Name: POMNÍK                     |
| ja   | Datei hochladen | Bürgerhaus(sk) ObjektID: 601-2455/0                                 | SNP nám. 1 Standort KG: Banská Bystrica Konskr.Nr.: 1                      | radový - Dom V.Mühlsteina                              | Reihenhaus - Haus V. Mühlstein                                                              | č. NKP: 601-2455/0 Stand des NKP: 2012-02-08 Name: DOM MEŠTIANSKY             |
| ja   | Datei hochladen | Bürgerhaus(sk) ObjektID: 601-2456/0                                 | SNP nám. 2 Standort KG: Banská Bystrica Konskr.Nr.: 2                      | radový                                                 | Reihenhaus                                                                                  | č. NKP: 601-2456/0 Stand des NKP: 2012-02-08 Name: DOM MEŠTIANSKY             |
| ja   | Datei hochladen | Bürgerhaus(sk) ObjektID: 601-2457/0                                 | SNP nám. 3 Standort KG: Banská Bystrica Konskr.Nr.: 3                      | radový                                                 | Reihenhaus                                                                                  | č. NKP: 601-2457/0 Stand des NKP: 2012-02-08 Name: DOM MEŠTIANSKY             |
| ja   | Datei hochladen | Bürgerhaus(sk) ObjektID: 601-2458/0                                 | SNP nám. 4 Standort KG: Banská Bystrica Konskr.Nr.: 4                      | radový - Thurzov dom                                   | Reihenhaus - Haus Thurz                                                                     | č. NKP: 601-2458/0 Stand des NKP: 2012-02-08 Name: DOM MEŠTIANSKY             |
| ja   | Datei hochladen | Bürgerhaus(sk) ObjektID: 601-2459/0                                 | SNP nám. 5 Standort KG: Banská Bystrica Konskr.Nr.: 5                      | radový                                                 | Reihenhaus                                                                                  | č. NKP: 601-2459/0 Stand des NKP: 2012-02-08 Name: DOM MEŠTIANSKY             |
| ja   | Datei hochladen | Bürgerhaus(sk) ObjektID: 601-2460/0                                 | SNP nám. 6 Standort KG: Banská Bystrica Konskr.Nr.: 6                      | radový - Šestka                                        | Reihenhaus                                                                                  | č. NKP: 601-2460/0 Stand des NKP: 2012-02-08 Name: DOM MEŠTIANSKY             |
| ja   | Datei hochladen | Bürgerhaus(sk) ObjektID: 601-2461/0                                 | SNP nám. 7 Standort KG: Banská Bystrica Konskr.Nr.: 7                      | radový                                                 | Reihenhaus                                                                                  | č. NKP: 601-2461/0 Stand des NKP: 2012-02-08 Name: DOM MEŠTIANSKY             |
| ja   | Datei hochladen | Verwaltungsgebäude(sk) ObjektID: 601-2462/0                         | SNP nám. 8 Standort KG: Banská Bystrica Konskr.Nr.: 8                      | radová - Komorský dom                                  | Reihenhaus, Haus Komor                                                                      | č. NKP: 601-2462/0 Stand des NKP: 2012-02-08 Name: BUDOVA ADMINISTRATÍVNA     |
| ja   | Datei hochladen | Bürgerhaus(sk) ObjektID: 601-2463/0                                 | SNP nám. 9 Standort KG: Banská Bystrica Konskr.Nr.: 9                      | radový                                                 | Reihenhaus                                                                                  | č. NKP: 601-2463/0 Stand des NKP: 2012-02-08 Name: DOM MEŠTIANSKY             |
| ja   | Datei hochladen | Bürgerhaus(sk) ObjektID: 601-2464/0                                 | SNP nám. 10 Standort KG: Banská Bystrica Konskr.Nr.:                       | radový                                                 | Reihenhaus                                                                                  | č. NKP: 601-2464/0 Stand des NKP: 2012-02-08 Name: DOM MEŠTIANSKY             |
| ja   | Datei hochladen | Bürgerhaus(sk) ObjektID: 601-2465/0                                 | SNP nám. 11 Standort KG: Banská Bystrica Konskr.Nr.: 11                    | radový                                                 | Reihenhaus                                                                                  | č. NKP: 601-2465/0 Stand des NKP: 2012-02-08 Name: DOM MEŠTIANSKY             |
| ja   | Datei hochladen | Bürgerhaus(sk) ObjektID: 601-2466/0                                 | SNP nám. 12 Standort KG: Banská Bystrica Konskr.Nr.: 12                    | radový                                                 | Reihenhaus                                                                                  | č. NKP: 601-2466/0 Stand des NKP: 2012-02-08 Name: DOM MEŠTIANSKY             |
| ja   | Datei hochladen | Bürgerhaus(sk) ObjektID: 601-2467/0                                 | SNP nám. 13 Standort KG: Banská Bystrica Konskr.Nr.: 13                    | radový                                                 | Reihenhaus                                                                                  | č. NKP: 601-2467/0 Stand des NKP: 2012-02-08 Name: DOM MEŠTIANSKY             |
| ja   | Datei hochladen | Bürgerhaus(sk) ObjektID: 601-2468/0                                 | SNP nám. 14 Standort KG: Banská Bystrica Konskr.Nr.: 14                    | radový                                                 | Reihenhaus                                                                                  | č. NKP: 601-2468/0 Stand des NKP: 2012-02-08 Name: DOM MEŠTIANSKY             |
| ja   | Datei hochladen | Bürgerhaus(sk) ObjektID: 601-2469/0                                 | SNP nám. 16 Standort KG: Banská Bystrica Konskr.Nr.: 16                    | radový - Benického dom                                 | Reihenhaus - Haus Benicky                                                                   | č. NKP: 601-2469/0 Stand des NKP: 2012-02-08 Name: DOM MEŠTIANSKY             |
| ja   | Datei hochladen | Bürgerhaus(sk) ObjektID: 601-2470/0                                 | SNP nám. 17 Standort KG: Banská Bystrica Konskr.Nr.: 17                    | radový - U Wágnerov                                    | Reihenhaus, für Wágner                                                                      | č. NKP: 601-2470/0 Stand des NKP: 2012-02-08 Name: DOM MEŠTIANSKY             |
| ja   | Datei hochladen | Bürgerhaus(sk) ObjektID: 601-2471/0                                 | SNP nám. 18 Standort KG: Banská Bystrica Konskr.Nr.: 18                    | radový                                                 | Reihenhaus                                                                                  | č. NKP: 601-2471/0 Stand des NKP: 2012-02-08 Name: DOM MEŠTIANSKY             |
| ja   | Datei hochladen | Bischofspalast zum Gedenken(sk) ObjektID: 601-97/1                  | SNP nám. 19 Standort KG: Banská Bystrica Konskr.Nr.: 19                    | Moyzes Štefan - Biskupský palác                        | für Štefan Moyzes, Bischofssitz                                                             | č. NKP: 601-97/1 Stand des NKP: 2012-02-08 Name: PALÁC BISKUPSKÝ PAMÄTNÝ      |
| ja   | Datei hochladen | Gedenktafel(sk) ObjektID: 601-97/2                                  | SNP nám. 19 Standort KG: Banská Bystrica Konskr.Nr.: 19                    | Moyzes Štefan - 1797-1869,biskup                       | für den Bischof Štefan Moyzes                                                               | č. NKP: 601-97/2 Stand des NKP: 2012-02-08 Name: TABULA PAMÄTNÁ               |
| ja   | Datei hochladen | Bürgerhaus(sk) ObjektID: 601-2473/0                                 | SNP nám. 20 Standort KG: Banská Bystrica Konskr.Nr.:                       | nárožný - Cisársky dom                                 | Eckhaus, kaiserliches Haus                                                                  | č. NKP: 601-2473/0 Stand des NKP: 2012-02-08 Name: DOM MEŠTIANSKY             |
| ja   | Datei hochladen | Bürgerhaus(sk) ObjektID: 601-2474/0                                 | SNP nám. 21 Standort KG: Banská Bystrica Konskr.Nr.: 21                    | radový                                                 | Reihenhaus                                                                                  | č. NKP: 601-2474/0 Stand des NKP: 2012-02-08 Name: DOM MEŠTIANSKY             |
| ja   | Datei hochladen | Bürgerhaus(sk) ObjektID: 601-2475/0                                 | SNP nám. 22 Standort KG: Banská Bystrica Konskr.Nr.: 22                    | radový - Ebnerov dom s arkádou                         | Reihenhaus, Haus Ebner mit Arkaden                                                          | č. NKP: 601-2475/0 Stand des NKP: 2012-02-08 Name: DOM MEŠTIANSKY             |
| ja   | Datei hochladen | Bürgerhaus(sk) ObjektID: 601-2476/0                                 | SNP nám. 23 Standort KG: Banská Bystrica Konskr.Nr.: 23                    | nárožný                                                | Eckhaus                                                                                     | č. NKP: 601-2476/0 Stand des NKP: 2012-02-08 Name: DOM MEŠTIANSKY             |
| ja   | Datei hochladen | Stadtturm(sk) ObjektID: 601-2477/0                                  | SNP nám. 24 Standort KG: Banská Bystrica Konskr.Nr.: 24                    | Zelená veža,hodinová veža                              | Uhrturm                                                                                     | č. NKP: 601-2477/0 Stand des NKP: 2012-02-08 Name: VEŽA MESTSKÁ               |
| ja   | Datei hochladen | Bürgerhaus(sk) ObjektID: 601-2478/0                                 | SNP nám. 25 Standort KG: Banská Bystrica Konskr.Nr.: 25                    | radový - Mestská väznica                               | Reihenhaus, Stadtgefängnis                                                                  | č. NKP: 601-2478/0 Stand des NKP: 2012-02-08 Name: DOM MEŠTIANSKY             |
| ja   | Datei hochladen | Kirche(sk) Kathedrale des heiligen Franz Xaver ObjektID: 601-2327/3 | SNP nám. 26 Standort KG: Banská Bystrica Konskr.Nr.: 26                    | r.k.sv.Františka Xaverského - jezuitský,kapitulský     | römisch-katholische Kirche St. Franziskus Xaver, Jesuitenhauptkirche                        | č. NKP: 601-2327/3 Stand des NKP: 2012-02-08 Name: KOSTOL                     |
| ja   | Datei hochladen | Bürgerhaus(sk) ObjektID: 601-2479/0                                 | SNP nám. 27 Standort KG: Banská Bystrica Konskr.Nr.: 27                    | radový - Oberhaus,Laugingerov dom                      | Reihenhaus, Haus Lauginger                                                                  | č. NKP: 601-2479/0 Stand des NKP: 2012-02-08 Name: DOM MEŠTIANSKY             |
| ja   | Datei hochladen | Schule(sk) ObjektID: 601-11297/0                                    | Štefánikovo nábr. 6 Standort KG: Banská Bystrica Konskr.Nr.: 954           | Základná umelecká škola                                | Kunstschule                                                                                 | č. NKP: 601-11297/0 Stand des NKP: 2012-02-08 Name: ŠKOLA                     |
| ja   | Datei hochladen | Verwaltungsgebäude(sk) ObjektID: 601-103/1                          | Švantnera Fr. ul. 9 Standort KG: Banská Bystrica Konskr.Nr.: 527           | povereníctvo                                           | ?                                                                                           | č. NKP: 601-103/1 Stand des NKP: 2012-02-08 Name: BUDOVA ADMINISTRATÍVNA PAM. |
|      | Datei hochladen | Gedenktafel(sk) ObjektID: 601-103/2                                 | Švantnera Fr. ul. 9 KG: Banská Bystrica Konskr.Nr.: 537                    | povereníctvo                                           | ?                                                                                           | č. NKP: 601-103/2 Stand des NKP: 2012-02-08 Name: TABULA PAMÄTNÁ              |
| BW   | Datei hochladen | Kirche(sk) ObjektID: 601-55/1                                       | Jakubská cesta 54 Standort KG: Kostiviarska Konskr.Nr.: 4700               | r.k.sv.Jakuba staršieho                                | römisch-katholische Kirche St. Jakobus der Ältere                                           | č. NKP: 601-55/1 Stand des NKP: 2012-02-08 Name: KOSTOL                       |
| BW   | Datei hochladen | Befestigung der Kirche(sk) ObjektID: 601-55/2                       | Jakubská cesta 54 Standort KG: Kostiviarska Konskr.Nr.:                    | 0                                                      |                                                                                             | č. NKP: 601-55/2 Stand des NKP: 2012-02-08 Name: OPEVNENIE KOSTOLA            |
|      | Datei hochladen | Grab(sk) ObjektID: 601-152/1                                        | KG: Kremnicka Konskr.Nr.:                                                  | zavraždení obcania                                     | von ermordeten Bürgern                                                                      | č. NKP: 601-152/1 Stand des NKP: 2012-02-08 Name: HROB                        |
|      | Datei hochladen | Denkmal(sk) ObjektID: 601-152/2                                     | KG: Kremnicka Konskr.Nr.:                                                  | zavraždení obcania                                     | für ermordete Bürger                                                                        | č. NKP: 601-152/2 Stand des NKP: 2012-02-08 Name: POMNÍK                      |
| ja   | Datei hochladen | Grab und Grabstein(sk) ObjektID: 601-175/0                          | Standort KG: Radvan Konskr.Nr.:                                            | Sládkovic A. - 1820-1872,básnik                        | des Dichters Andrej Sládkovič                                                               | č. NKP: 601-175/0 Stand des NKP: 2012-02-08 Name: HROB S NÁHROBNÍKOM          |
| ja   | Datei hochladen | Kirche(sk) ObjektID: 601-71/1                                       | Kalinciakova ul. Standort KG: Radvan Konskr.Nr.: 1995                      | r.k.Narodenia P.M.                                     | römisch-katholische Kirche Mariä Geburt                                                     | č. NKP: 601-71/1 Stand des NKP: 2012-02-08 Name: KOSTOL                       |
| ja   | Datei hochladen | Glockenturm(sk) ObjektID: 601-71/2                                  | Kalinciakova ul. Standort KG: Radvan Konskr.Nr.: 261                       | 0                                                      |                                                                                             | č. NKP: 601-71/2 Stand des NKP: 2012-02-08 Name: ZVONICA                      |
|      | Datei hochladen | Burgmauer(sk) ObjektID: 601-71/3                                    | Kalinciakova ul. KG: Radvan Konskr.Nr.:                                    | 0                                                      |                                                                                             | č. NKP: 601-71/3 Stand des NKP: 2012-02-08 Name: MÚR HRADBOVÝ                 |
|      | Datei hochladen | Bastion 1(sk) ObjektID: 601-71/4                                    | Kalinciakova ul. KG: Radvan Konskr.Nr.:                                    | 0                                                      |                                                                                             | č. NKP: 601-71/4 Stand des NKP: 2012-02-08 Name: BAŠTA I.                     |
|      | Datei hochladen | Bastion 2(sk) ObjektID: 601-71/5                                    | Kalinciakova ul. KG: Radvan Konskr.Nr.:                                    | 0                                                      |                                                                                             | č. NKP: 601-71/5 Stand des NKP: 2012-02-08 Name: BAŠTA II.                    |
| ja   | Datei hochladen | Treppe(sk) ObjektID: 601-71/7                                       | Kalinciakova ul. Standort KG: Radvan Konskr.Nr.:                           | 0                                                      |                                                                                             | č. NKP: 601-71/7 Stand des NKP: 2012-02-08 Name: SCHODISKO                    |
|      | Datei hochladen | Kreuz(sk) ObjektID: 601-71/8                                        | Kalinciakova ul. KG: Radvan Konskr.Nr.:                                    | liatina                                                | Gusseisen                                                                                   | č. NKP: 601-71/8 Stand des NKP: 2012-02-08 Name: KRÍŽ                         |
| ja   | Datei hochladen | Pfarrhof(sk) ObjektID: 601-71/6                                     | Kalinciakova ul. 8 Standort KG: Radvan Konskr.Nr.: 2007                    | r.k.                                                   | römisch-katholisches Pfarrhaus                                                              | č. NKP: 601-71/6 Stand des NKP: 2012-02-08 Name: FARA                         |
| ja   | Datei hochladen | Schloss(sk) ObjektID: 601-2709/1                                    | Radvanská ul. 27 Standort KG: Radvan Konskr.Nr.: 1956                      | Tihanyovský kaštiel                                    | Herrenhaus Tihany                                                                           | č. NKP: 601-2709/1 Stand des NKP: 2012-02-08 Name: KAŠTIEL                    |
| BW   | Datei hochladen | Park(sk) ObjektID: 601-2709/2                                       | Radvanská ul. 0 Standort KG: Radvan Konskr.Nr.:                            | 0                                                      |                                                                                             | č. NKP: 601-2709/2 Stand des NKP: 2012-02-08 Name: PARK                       |
| ja   | Datei hochladen | Denkmal(sk) ObjektID: 601-172/0                                     | Sládkovicova ul. Standort KG: Radvan Konskr.Nr.:                           | Sládkovic A. - 1820-1872,básnik                        | für den Dichter Andrej Sládkovič                                                            | č. NKP: 601-172/0 Stand des NKP: 2012-02-08 Name: POMNÍK                      |
| ja   | Datei hochladen | Schloss(sk) ObjektID: 601-73/1                                      | Sládkovicova ul. 1 Standort KG: Radvan Konskr.Nr.: 2067                    | Radvanský kaštiel                                      | Herrenhaus Radvan                                                                           | č. NKP: 601-73/1 Stand des NKP: 2012-02-08 Name: KAŠTIEL                      |
|      | Datei hochladen | befestigtes Schloss(sk) ObjektID: 601-73/2                          | Sládkovicova ul. 1 KG: Radvan Konskr.Nr.: 2067                             | múr hradbový                                           | Wallmauer                                                                                   | č. NKP: 601-73/2 Stand des NKP: 2012-02-08 Name: OPEVNENIE KAŠTIELA           |
|      | Datei hochladen | Bastion(sk) ObjektID: 601-73/3                                      | Sládkovicova ul. 1 KG: Radvan Konskr.Nr.: 2067                             | kruhový                                                | kreisförmig?                                                                                | č. NKP: 601-73/3 Stand des NKP: 2012-02-08 Name: BASTIÓN                      |
| BW   | Datei hochladen | Park(sk) ObjektID: 601-73/4                                         | Sládkovicova ul. 1 Standort KG: Radvan Konskr.Nr.: 2067                    | 0                                                      |                                                                                             | č. NKP: 601-73/4 Stand des NKP: 2012-02-08 Name: PARK                         |
|      | Datei hochladen | Eiskeller(sk) ObjektID: 601-73/5                                    | Sládkovicova ul. 1 KG: Radvan Konskr.Nr.: 2067                             | ruina                                                  | Ruine                                                                                       | č. NKP: 601-73/5 Stand des NKP: 2012-02-08 Name: LADOVNA                      |
| ja   | Datei hochladen | Schloss(sk) ObjektID: 601-74/1                                      | Sládkovicova ul. 4 Standort KG: Radvan Konskr.Nr.: 2003                    | Bárczyovský kaštiel                                    | Herrenhaus Bárczy                                                                           | č. NKP: 601-74/1 Stand des NKP: 2012-02-08 Name: KAŠTIEL                      |
| ja   | Datei hochladen | befestigtes Tor(sk) ObjektID: 601-74/2                              | Sládkovicova ul. 2-4 Standort KG: Radvan Konskr.Nr.: 2003,90               | vstupná - Furmanská krcma s pekárnou                   | Eingang                                                                                     | č. NKP: 601-74/2 Stand des NKP: 2012-02-08 Name: BRÁNA OPEVNENIA              |
|      | Datei hochladen | Park(sk) ObjektID: 601-74/3                                         | Sládkovicova ul. KG: Radvan Konskr.Nr.:                                    | 0                                                      |                                                                                             | č. NKP: 601-74/3 Stand des NKP: 2012-02-08 Name: PARK                         |
| ja   | Datei hochladen | Kirche(sk) ObjektID: 601-11116/0                                    | Sládkovicova ul. 3 Standort KG: Radvan Konskr.Nr.: 2092                    | ev.a.v.                                                | evangelische Kirche                                                                         | č. NKP: 601-11116/0 Stand des NKP: 2012-02-08 Name: KOSTOL                    |
| BW   | Datei hochladen | Kirche(sk) ObjektID: 601-75/1                                       | Šášovská cesta 60 Standort KG: Sásová Konskr.Nr.: 2964                     | r.k.sv.Antona a Pavla                                  | römisch-katholische Kirche St. Peter und Paul                                               | č. NKP: 601-75/1 Stand des NKP: 2012-02-08 Name: KOSTOL                       |
|      | Datei hochladen | Befestigung der Kirche(sk) ObjektID: 601-75/2                       | Šášovská cesta 60 KG: Sásová Konskr.Nr.: 2964                              | 0                                                      |                                                                                             | č. NKP: 601-75/2 Stand des NKP: 2012-02-08 Name: OPEVNENIE KOSTOLA            |
| ja   | Datei hochladen | Gedenkhaus(sk) ObjektID: 601-176/1                                  | Senická cesta 57 Standort KG: Senica Konskr.Nr.: 4584                      | sov.armáda                                             | für die Sowjetarmee                                                                         | č. NKP: 601-176/1 Stand des NKP: 2012-02-08 Name: DOM PAMÄTNÝ                 |
| BW   | Datei hochladen | Gedenktafel(sk) ObjektID: 601-176/2                                 | Senická cesta 57 Standort KG: Senica Konskr.Nr.: 4584                      | sov.armáda                                             | für die Sowjetarmee                                                                         | č. NKP: 601-176/2 Stand des NKP: 2012-02-08 Name: TABULA PAMÄTNÁ              |
|      | Datei hochladen | Denkmal(sk) ObjektID: 601-2829/0                                    | 0 KG: Ulanka Konskr.Nr.:                                                   | SNP - Boj pokracuje v hor.                             | für den Nationalaufstand, Der Kampf geht weiter                                             | č. NKP: 601-2829/0 Stand des NKP: 2012-02-08 Name: POMNÍK                     |

## Legende
Die Tabelle enthält im Einzelnen folgende Informationen:
| Foto:                    | Fotografie des Denkmals. |
| Denkmal / č. ÚZPF:       | Die Übersetzung der Bezeichnung des Denkmals, wie sie vom Slowakischen Denkmalamt (Pamiatkový úrad Slovenskej republiky) verwendet wird. Die Originalbezeichnung ist unter dem Fragezeichen angegeben. Fehlt die Übersetzung, so wird die Originalbezeichnung direkt angezeigt. Weiters ist die Objekt-Identifikationsnummer (Objekt ID) angeführt. Sie ist die offizielle, in der Slowakei eindeutige Nummer č. ÚZPF inklusive der zugehörigen Zählnummer, wie sie in den Daten des Denkmalamtes angegeben wird. Da diese nur innerhalb eines Landkreises gezählt wird, ist dessen Nummer der Denkmalnummer vorangestellt. |
| Standort:                | Wenn in der Liste vorhanden, ist die Adresse angegeben. In Klammern kann sich noch eine zusätzliche Adresse befinden, wenn es beispielsweise ein Eckhaus ist. Bei freistehenden Objekten ohne Adresse (zum Beispiel bei Bildstöcken) ist eine Adresse angegeben, die in der Nähe des Objekts liegt. Durch Aufruf des Links Standort wird die Lage des Denkmals in verschiedenen Kartenprojekten angezeigt. Darunter sind die Katastralgemeinde (KG) und, wenn vorhanden, die Konskriptionsnummer (Konskr. Nr.) angegeben.                                                                                                   |
| Offizielle Beschreibung: | Es ist die Kurzbeschreibung auf Slowakisch, wie sie in den offiziellen Listen angegeben ist, eingetragen. |
| Beschreibung:            | Kurze Angaben zum Denkmal auf Deutsch. |
| Metadaten:               | Zusätzlich werden, wenn in den persönlichen Einstellungen das Helferlein Dauerhaftes Einblenden von Metadaten aktiviert ist, ebensolche angezeigt. |

- Karte mit allen Koordinaten:
- OSM |
- WikiMap